# Interlands Luxemburgs voetbalelftal 1980-1989
Deze pagina toont een chronologisch en gedetailleerd overzicht van de interlands die het Luxemburgs voetbalelftal speelde in de periode 1980 – 1989.

## Interlands

### 1980
|                                                                      | |       |           |                                                                                     |
| 27 februari Vriendschappelijk № 315 «onderlinge duels» 20:00 (UTC+1) | België | 5 – 0 | Luxemburg | Heizelstadion, Brussel Toeschouwers: 1.226 Scheidsrechter: Henk van Ettekoven (NED) |
| 27 februari Vriendschappelijk № 315 «onderlinge duels» 20:00 (UTC+1) | Erwin Vandenbergh 12' René Vandereycken 16' Erwin Vandenbergh 21' François Van der Elst 66' François Van der Elst 89' |       |           | Heizelstadion, Brussel Toeschouwers: 1.226 Scheidsrechter: Henk van Ettekoven (NED) |

|                                                                   |           |                        |         | |
| 26 maart Vriendschappelijk № 316 «onderlinge duels» 19:30 (UTC+1) | Luxemburg | 0 – 1                  | Uruguay | Stade de la Frontière, Esch-sur-Alzette Toeschouwers: 1.500 Scheidsrechter: Walter Eschweiler (FRG) |
| 26 maart Vriendschappelijk № 316 «onderlinge duels» 19:30 (UTC+1) |           | ??' Waldemar Victorino |         | Stade de la Frontière, Esch-sur-Alzette Toeschouwers: 1.500 Scheidsrechter: Walter Eschweiler (FRG) |

|                                                                               |                   |       |          |                                                                                    |
| 1 mei Vriendschappelijk Mara Halim Cup № 317 «onderlinge duels» 19:30 (UTC+7) | Luxemburg         | 1 – 0 | Thailand | Teladanstadion, Medan Toeschouwers: onbekend Scheidsrechter: Herman van Dijk (NED) |
| 1 mei Vriendschappelijk Mara Halim Cup № 317 «onderlinge duels» 19:30 (UTC+7) | Johny Clemens ??' |       |          | Teladanstadion, Medan Toeschouwers: onbekend Scheidsrechter: Herman van Dijk (NED) |

|                                                                 |                               |       |                                                                |                                                                                         |
| 9 mei Vriendschappelijk Mara Halim Cup № 318 «onderlinge duels» | Zuid-Korea                    | 2 – 3 | Luxemburg                                                      | Teladanstadion, Medan Toeschouwers: onbekend Scheidsrechter: Kosasih Kartadiredia (INA) |
| 9 mei Vriendschappelijk Mara Halim Cup № 318 «onderlinge duels» | doelpuntenmakers onbekend ??' |       | ??' Marcel Di Domenico ??' Romain Schreiner ??' Jeannot Reiter | Teladanstadion, Medan Toeschouwers: onbekend Scheidsrechter: Kosasih Kartadiredia (INA) |

|                                                                  |                              |       |           |                                                                       |
| 11 mei Vriendschappelijk Mara Halim Cup № 319 «onderlinge duels» | Japan                        | 1 – 0 | Luxemburg | Teladanstadion, Medan Toeschouwers: onbekend Scheidsrechter: onbekend |
| 11 mei Vriendschappelijk Mara Halim Cup № 319 «onderlinge duels» | doelpuntenmaker onbekend ??' |       |           | Teladanstadion, Medan Toeschouwers: onbekend Scheidsrechter: onbekend |

|                                                                  |                               |       |           |                                                                       |
| 13 mei Vriendschappelijk Mara Halim Cup № 320 «onderlinge duels» | Birma                         | 2 – 0 | Luxemburg | Teladanstadion, Medan Toeschouwers: onbekend Scheidsrechter: onbekend |
| 13 mei Vriendschappelijk Mara Halim Cup № 320 «onderlinge duels» | doelpuntenmakers onbekend ??' |       |           | Teladanstadion, Medan Toeschouwers: onbekend Scheidsrechter: onbekend |

|                                                                  |                               |       |           |                                                                       |
| 14 mei Vriendschappelijk Mara Halim Cup № 321 «onderlinge duels» | Zuid-Korea                    | 3 – 0 | Luxemburg | Teladanstadion, Medan Toeschouwers: onbekend Scheidsrechter: onbekend |
| 14 mei Vriendschappelijk Mara Halim Cup № 321 «onderlinge duels» | doelpuntenmakers onbekend ??' |       |           | Teladanstadion, Medan Toeschouwers: onbekend Scheidsrechter: onbekend |

|                                                                          |           | |             |                                                                                   |
| 10 september WK 1982 kwalificatie № 322 «onderlinge duels» 19:30 (UTC+2) | Luxemburg | 0 – 5                                                                                              | Joegoslavië | Stade Municipal, Luxemburg Toeschouwers: 3.000 Scheidsrechter: Franz Latzin (AUT) |
| 10 september WK 1982 kwalificatie № 322 «onderlinge duels» 19:30 (UTC+2) |           | 50' Safet Sušić 64' (e.d.) Hubert Meunier 69' Vladimir Petrović 79' Zlatko Vujović 89' Ivan Buljan |             | Stade Municipal, Luxemburg Toeschouwers: 3.000 Scheidsrechter: Franz Latzin (AUT) |

|                                                                    |           |                                         |                  |                                                                                  |
| 4 oktober Vriendschappelijk № 323 «onderlinge duels» 15:00 (UTC+1) | Luxemburg | 0 – 2                                   | Verenigde Staten | Stade Municipal, Luxemburg Toeschouwers: 1.600 Scheidsrechter: Gerd Hennig (FRG) |
| 4 oktober Vriendschappelijk № 323 «onderlinge duels» 15:00 (UTC+1) |           | 25' Larry Hulcer 82' (pen.) Ricky Davis |                  | Stade Municipal, Luxemburg Toeschouwers: 1.600 Scheidsrechter: Gerd Hennig (FRG) |

|                                                                        |           |                                          |        |                                                                                    |
| 11 oktober WK 1982 kwalificatie № 324 «onderlinge duels» 15:00 (UTC+1) | Luxemburg | 0 – 2                                    | Italië | Stade Municipal, Luxemburg Toeschouwers: 19.000 Scheidsrechter: Henk Weerink (NED) |
| 11 oktober WK 1982 kwalificatie № 324 «onderlinge duels» 15:00 (UTC+1) |           | 33' Fulvio Collovati 77' Roberto Bettega |        | Stade Municipal, Luxemburg Toeschouwers: 19.000 Scheidsrechter: Henk Weerink (NED) |

|                                                                         |                                                                                        |       |           |                                                                                 |
| 19 november WK 1982 kwalificatie № 325 «onderlinge duels» 19:30 (UTC+1) | Denemarken                                                                             | 4 – 0 | Luxemburg | Idrætsparken, Kopenhagen Toeschouwers: 10.500 Scheidsrechter: Clive White (ENG) |
| 19 november WK 1982 kwalificatie № 325 «onderlinge duels» 19:30 (UTC+1) | Frank Arnesen 13' Frank Arnesen 41' (pen.) Preben Elkjær Larsen 57' Allan Simonsen 71' |       |           | Idrætsparken, Kopenhagen Toeschouwers: 10.500 Scheidsrechter: Clive White (ENG) |

### 1981
|                                                                        |                                            |       |           |                                                                                           |
| 28 januari WK 1982 kwalificatie № 326 «onderlinge duels» 15:00 (UTC+2) | Griekenland                                | 2 – 0 | Luxemburg | Kaftanzogliostadion, Thessaloniki Toeschouwers: 10.000 Scheidsrechter: Nikola Dudin (BUL) |
| 28 januari WK 1982 kwalificatie № 326 «onderlinge duels» 15:00 (UTC+2) | Konstandinos Kouis 8' Giorgos Kostikos 33' |       |           | Kaftanzogliostadion, Thessaloniki Toeschouwers: 10.000 Scheidsrechter: Nikola Dudin (BUL) |

|                                                                      |           |                                                 |             |                                                                                   |
| 11 maart WK 1982 kwalificatie № 327 «onderlinge duels» 19:15 (UTC+1) | Luxemburg | 0 – 2                                           | Griekenland | Stade Municipal, Luxemburg Toeschouwers: 8.500 Scheidsrechter: Peter Scherz (SUI) |
| 11 maart WK 1982 kwalificatie № 327 «onderlinge duels» 19:15 (UTC+1) |           | 31' Konstandinos Kouis 54' (pen.) Thomas Mavros |             | Stade Municipal, Luxemburg Toeschouwers: 8.500 Scheidsrechter: Peter Scherz (SUI) |

|                                                                   |                     |       |                                            |                                                                                     |
| 1 mei WK 1982 kwalificatie № 328 «onderlinge duels» 18:00 (UTC+2) | Luxemburg           | 1 – 2 | Denemarken                                 | Stade Municipal, Luxemburg Toeschouwers: 2.844 Scheidsrechter: Louis Delsemme (BEL) |
| 1 mei WK 1982 kwalificatie № 328 «onderlinge duels» 18:00 (UTC+2) | Alain Nurenberg 37' |       | 46' Preben Elkjær Larsen 62' Frank Arnesen | Stade Municipal, Luxemburg Toeschouwers: 2.844 Scheidsrechter: Louis Delsemme (BEL) |

|                                                         |           |                              |                |                                                                                             |
| 22 september Vriendschappelijk № 329 «onderlinge duels» | Luxemburg | 0 – 1                        | West-Duitsland | Stade Municipal, Luxemburg Toeschouwers: onbekend Scheidsrechter: Jean-Marie Macheret (SUI) |
| 22 september Vriendschappelijk № 329 «onderlinge duels» |           | ??' Doelpuntenmaker onbekend |                | Stade Municipal, Luxemburg Toeschouwers: onbekend Scheidsrechter: Jean-Marie Macheret (SUI) |

|                                                                     |                                                                     |       |           |                                                                                       |
| 14 oktober Vriendschappelijk № 330 «onderlinge duels» 20:30 (UTC+1) | Spanje                                                              | 3 – 0 | Luxemburg | Ciutat de València, Valencia Toeschouwers: 15.000 Scheidsrechter: Paolo Casarin (ITA) |
| 14 oktober Vriendschappelijk № 330 «onderlinge duels» 20:30 (UTC+1) | Roberto López Ufarte 68' Enrique Saura 75' Roberto López Ufarte 82' |       |           | Ciutat de València, Valencia Toeschouwers: 15.000 Scheidsrechter: Paolo Casarin (ITA) |

|                                                                         |                                                                                              |       |           |                                                                                        |
| 21 november WK 1982 kwalificatie № 331 «onderlinge duels» 13:30 (UTC+1) | Joegoslavië                                                                                  | 5 – 0 | Luxemburg | Karadjordjestadion, Novi Sad Toeschouwers: 20.000 Scheidsrechter: Charles Scerri (MLT) |
| 21 november WK 1982 kwalificatie № 331 «onderlinge duels» 13:30 (UTC+1) | Vahid Halilović 1' Vahid Halilović 45' Ivica Surjak 65' Predrag Pasić 73' Zlatko Vujović 75' |       |           | Karadjordjestadion, Novi Sad Toeschouwers: 20.000 Scheidsrechter: Charles Scerri (MLT) |

|                                                                        |                     |       |           |                                                                                         |
| 5 december WK 1982 kwalificatie № 332 «onderlinge duels» 14:30 (UTC+1) | Italië              | 1 – 0 | Luxemburg | Stadio San Paolo, Napels Toeschouwers: 49.247 Scheidsrechter: Velitchko Tzontchev (BUL) |
| 5 december WK 1982 kwalificatie № 332 «onderlinge duels» 14:30 (UTC+1) | Fulvio Collovati 6' |       |           | Stadio San Paolo, Napels Toeschouwers: 49.247 Scheidsrechter: Velitchko Tzontchev (BUL) |

### 1982
|                                                     |           |                              |           |                                                                                                 |
| 27 april Vriendschappelijk № 333 «onderlinge duels» | Luxemburg | 0 – 1                        | Frankrijk | Stade de la Frontière, Esch-sur-Alzette Toeschouwers: onbekend Scheidsrechter: Bep Thomas (NED) |
| 27 april Vriendschappelijk № 333 «onderlinge duels» |           | ??' Doelpuntenmaker onbekend |           | Stade de la Frontière, Esch-sur-Alzette Toeschouwers: onbekend Scheidsrechter: Bep Thomas (NED) |

|                                                                       |           |                                              |             |                                                                                            |
| 9 oktober EK 1984 kwalificatie № 334 «onderlinge duels» 15:30 (UTC+1) | Luxemburg | 0 – 2                                        | Griekenland | Stade Municipal, Luxemburg Toeschouwers: 2.940 Scheidsrechter: Karl-Heinz Tritschler (FRG) |
| 9 oktober EK 1984 kwalificatie № 334 «onderlinge duels» 15:30 (UTC+1) |           | 8' Nikos Anastopoulos 25' Nikos Anastopoulos |             | Stade Municipal, Luxemburg Toeschouwers: 2.940 Scheidsrechter: Karl-Heinz Tritschler (FRG) |

|                                                                         |                        |       |                                            |                                                                                    |
| 10 november EK 1984 kwalificatie № 335 «onderlinge duels» 19:30 (UTC+1) | Luxemburg              | 1 – 2 | Denemarken                                 | Stade Municipal, Luxemburg Toeschouwers: 2.300 Scheidsrechter: Gérard Biguet (FRA) |
| 10 november EK 1984 kwalificatie № 335 «onderlinge duels» 19:30 (UTC+1) | Marcel Di Domenico 54' |       | 29' (pen.) Søren Lerby 67' Klaus Berggreen | Stade Municipal, Luxemburg Toeschouwers: 2.300 Scheidsrechter: Gérard Biguet (FRA) |

|                                                                       | |       |           |                                                                                     |
| 15 december EK 1984 kwalificatie № 336 «onderlinge duels» 19:45 (UTC) | Engeland | 9 – 0 | Luxemburg | Wembley Stadium, Londen Toeschouwers: 35.000 Scheidsrechter: Hreidar Johnsson (ISL) |
| 15 december EK 1984 kwalificatie № 336 «onderlinge duels» 19:45 (UTC) | Jeannot Moes 17' (e.d.) Steve Coppell 21' Tony Woodcock 34' Luther Blissett 43' Luther Blissett 53' Mark Chamberlain 72' Luther Blissett 86' Glenn Hoddle 88' Phil Neal 89' |       |           | Wembley Stadium, Londen Toeschouwers: 35.000 Scheidsrechter: Hreidar Johnsson (ISL) |

### 1983
|                                                                      |                                        |       | |                                                                                    |
| 27 maart EK 1984 kwalificatie № 337 «onderlinge duels» 15:00 (UTC+2) | Luxemburg                              | 2 – 6 | Hongarije | Stade Municipal, Luxemburg Toeschouwers: 4.000 Scheidsrechter: Gerard Geurds (NED) |
| 27 maart EK 1984 kwalificatie № 337 «onderlinge duels» 15:00 (UTC+2) | Jeannot Reiter 3' Romain Schreiner 55' |       | 31' Jozsef Poczik 41' Tibor Nyilasi 51' Gábor Pölöskei 57' (pen.) Peter Hannich 59' Jozsef Poczik 70' Jozsef Poczik | Stade Municipal, Luxemburg Toeschouwers: 4.000 Scheidsrechter: Gerard Geurds (NED) |

|                                                                      | |       |                                    |                                                                                  |
| 17 april EK 1984 kwalificatie № 338 «onderlinge duels» 15:00 (UTC+2) | Hongarije                                                                                                | 6 – 2 | Luxemburg                          | Népstadion, Boedapest Toeschouwers: 12.280 Scheidsrechter: Edgar Azzopardi (MLT) |
| 17 april EK 1984 kwalificatie № 338 «onderlinge duels» 15:00 (UTC+2) | Gyula Hajszan 23' Tibor Nyilasi 34' Lászlo Kiss 37' Lazar Szentes 61' Tibor Nyilasi 63' Gyözö Burcsa 65' |       | 57' Jeannot Reiter 58' Théo Malget | Népstadion, Boedapest Toeschouwers: 12.280 Scheidsrechter: Edgar Azzopardi (MLT) |

|                                                                        | |       |           |                                                                               |
| 12 oktober EK 1984 kwalificatie № 339 «onderlinge duels» 16:00 (UTC+2) | Denemarken | 6 – 0 | Luxemburg | Idrætsparken, Kopenhagen Toeschouwers: 44.700 Scheidsrechter: Kai Natri (FIN) |
| 12 oktober EK 1984 kwalificatie № 339 «onderlinge duels» 16:00 (UTC+2) | Michael Laudrup 17' Michael Laudrup 24' Preben Elkjær Larsen 37' Allan Simonsen 41' Preben Elkjær Larsen 58' Michael Laudrup 69' |       |           | Idrætsparken, Kopenhagen Toeschouwers: 44.700 Scheidsrechter: Kai Natri (FIN) |

|                                                                         |           |                                                                      |          |                                                                                  |
| 16 november EK 1984 kwalificatie № 340 «onderlinge duels» 19:15 (UTC+1) | Luxemburg | 0 – 4                                                                | Engeland | Stade Municipal, Luxemburg Toeschouwers: 5.500 Scheidsrechter: Cees Bakker (NED) |
| 16 november EK 1984 kwalificatie № 340 «onderlinge duels» 19:15 (UTC+1) |           | 11' Bryan Robson 40' Paul Mariner 51' Terry Butcher 56' Bryan Robson |          | Stade Municipal, Luxemburg Toeschouwers: 5.500 Scheidsrechter: Cees Bakker (NED) |

|                                                                         |                        |       |           | |
| 14 december EK 1984 kwalificatie № 341 «onderlinge duels» 14:45 (UTC+2) | Griekenland            | 1 – 0 | Luxemburg | Georgios Karaiskákisstadion, Piraeus Toeschouwers: 5.000 Scheidsrechter: Velitchko Tzontchev (BUL) |
| 14 december EK 1984 kwalificatie № 341 «onderlinge duels» 14:45 (UTC+2) | Dimitros Saravakos 18' |       |           | Georgios Karaiskákisstadion, Piraeus Toeschouwers: 5.000 Scheidsrechter: Velitchko Tzontchev (BUL) |

### 1984
|                                                                      |           |                    |        |                                                                                       |
| 29 februari Vriendschappelijk № 342 «onderlinge duels» 20:30 (UTC+1) | Luxemburg | 0 – 1              | Spanje | Stade Municipal, Luxemburg Toeschouwers: 3.000 Scheidsrechter: Philippe Mercier (SUI) |
| 29 februari Vriendschappelijk № 342 «onderlinge duels» 20:30 (UTC+1) |           | 64' Antonio Maceda |        | Stade Municipal, Luxemburg Toeschouwers: 3.000 Scheidsrechter: Philippe Mercier (SUI) |

|                                                                   |                    |       |                                                     | |
| 11 maart Vriendschappelijk № 343 «onderlinge duels» 15:00 (UTC+1) | Luxemburg          | 1 – 3 | Turkije                                             | Stade de la Frontière, Esch-sur-Alzette Toeschouwers: 8.000 Scheidsrechter: Karl-Joseph Assenmacher (FRG) |
| 11 maart Vriendschappelijk № 343 «onderlinge duels» 15:00 (UTC+1) | Gilbert Dresch 39' |       | 62' Sedat Özden 71' İlyas Tüfekçi 74' İlyas Tüfekçi | Stade de la Frontière, Esch-sur-Alzette Toeschouwers: 8.000 Scheidsrechter: Karl-Joseph Assenmacher (FRG) |

|                                                                |           |                                      |           |                                                                                   |
| 1 mei Vriendschappelijk № 344 «onderlinge duels» 17:00 (UTC+2) | Luxemburg | 0 – 2                                | Noorwegen | Stade am Deich, Ettelbruck Toeschouwers: 1.411 Scheidsrechter: Robert Wurtz (FRA) |
| 1 mei Vriendschappelijk № 344 «onderlinge duels» 17:00 (UTC+2) |           | 48' Hallvar Thoresen 74' Arne Dokken |           | Stade am Deich, Ettelbruck Toeschouwers: 1.411 Scheidsrechter: Robert Wurtz (FRA) |

|                                                                 |                 |       |                                        |                                                                                 |
| 9 juni Vriendschappelijk № 345 «onderlinge duels» 20:00 (UTC+2) | Luxemburg       | 1 – 2 | Portugal                               | Stade Municipal, Luxemburg Toeschouwers: 5.000 Scheidsrechter: Ben Itzhak (ISR) |
| 9 juni Vriendschappelijk № 345 «onderlinge duels» 20:00 (UTC+2) | Nico Wagner 34' |       | 56' Eurico Gomes 62' Fernandes Miranda | Stade Municipal, Luxemburg Toeschouwers: 5.000 Scheidsrechter: Ben Itzhak (ISR) |

|                                                                        |           |                                                                                 |           |                                                                                             |
| 13 oktober WK 1986 kwalificatie № 346 «onderlinge duels» 15:30 (UTC+1) | Luxemburg | 0 – 4                                                                           | Frankrijk | Stade Municipal, Luxemburg Toeschouwers: 10.000 Scheidsrechter: Henning Lund-Sørensen (DEN) |
| 13 oktober WK 1986 kwalificatie № 346 «onderlinge duels» 15:30 (UTC+1) |           | 2' Patrick Battiston 12' Michel Platini 24' Yannick Stopyra 32' Yannick Stopyra |           | Stade Municipal, Luxemburg Toeschouwers: 10.000 Scheidsrechter: Henning Lund-Sørensen (DEN) |

|                                                           |           |                                                                                  |     |                                                                                                   |
| 17 november WK 1986 kwalificatie № 347 «onderlinge duels» | Luxemburg | 0 – 5                                                                            | DDR | Stade de la Frontière, Esch-sur-Alzette Toeschouwers: 1.179 Scheidsrechter: Thomas Donnelly (NIR) |
| 17 november WK 1986 kwalificatie № 347 «onderlinge duels» |           | 60' Rainer Ernst 63' Ralf Minge 76' Rainer Ernst 78' Ralf Minge 81' Rainer Ernst |     | Stade de la Frontière, Esch-sur-Alzette Toeschouwers: 1.179 Scheidsrechter: Thomas Donnelly (NIR) |

|                                                                        |                                                                                |       |           |                                                                                                  |
| 5 december WK 1986 kwalificatie № 348 «onderlinge duels» 18:00 (UTC+2) | Bulgarije                                                                      | 4 – 0 | Luxemburg | Vasil Levski Nationaal Stadion, Sofia Toeschouwers: 8.000 Scheidsrechter: Antonis Vassaras (GRE) |
| 5 december WK 1986 kwalificatie № 348 «onderlinge duels» 18:00 (UTC+2) | Nasko Sirakov 8' Boicho Velichkov 29' Stoicho Mladenov 66' Georgi Dimitrov 70' |       |           | Vasil Levski Nationaal Stadion, Sofia Toeschouwers: 8.000 Scheidsrechter: Antonis Vassaras (GRE) |

|                                                                      |                     |       |           |                                                                      |
| 17 december Vriendschappelijk № 349 «onderlinge duels» 14:45 (UTC+2) | Cyprus              | 1 – 0 | Luxemburg | Makariostadion, Nicosia Toeschouwers: 1.000 Scheidsrechter: onbekend |
| 17 december Vriendschappelijk № 349 «onderlinge duels» 14:45 (UTC+2) | Soteris Tsikkos 52' |       |           | Makariostadion, Nicosia Toeschouwers: 1.000 Scheidsrechter: onbekend |

|                                                                      |                                        |       |           |                                                                                      |
| 19 december Vriendschappelijk № 350 «onderlinge duels» 14:30 (UTC+2) | Israël                                 | 2 – 0 | Luxemburg | Petah Tikwa Stadion, Petach Tikwa Toeschouwers: 600 Scheidsrechter: Arie Frost (ISR) |
| 19 december Vriendschappelijk № 350 «onderlinge duels» 14:30 (UTC+2) | Uri Malmilian 47' (pen.) Eli Ohana 51' |       |           | Petah Tikwa Stadion, Petach Tikwa Toeschouwers: 600 Scheidsrechter: Arie Frost (ISR) |

|                                                                      |                  |       |           |                                                                                     |
| 22 december Vriendschappelijk № 351 «onderlinge duels» 13:00 (UTC+3) | Turkije          | 1 – 0 | Luxemburg | BJK Inönüstadion, Istanbul Toeschouwers: 20.000 Scheidsrechter: Ahmet Yaşarov (BUL) |
| 22 december Vriendschappelijk № 351 «onderlinge duels» 13:00 (UTC+3) | Ceyhun Güray 39' |       |           | BJK Inönüstadion, Istanbul Toeschouwers: 20.000 Scheidsrechter: Ahmet Yaşarov (BUL) |

### 1985
|                                                                      |                 |       |           |                                                                                     |
| 27 maart WK 1986 kwalificatie № 352 «onderlinge duels» 17:30 (UTC+1) | Joegoslavië     | 1 – 0 | Luxemburg | Bilino Polje, Zenica Toeschouwers: 30.000 Scheidsrechter: Alexandr Mushkovets (URS) |
| 27 maart WK 1986 kwalificatie № 352 «onderlinge duels» 17:30 (UTC+1) | Ivan Gudelj 27' |       |           | Bilino Polje, Zenica Toeschouwers: 30.000 Scheidsrechter: Alexandr Mushkovets (URS) |

|                                                                   |           |       |         |                                                                                  |
| 24 april Vriendschappelijk № 353 «onderlinge duels» 18:30 (UTC+2) | Luxemburg | 0 – 0 | IJsland | Stade am Deich, Ettelbruck Toeschouwers: 540 Scheidsrechter: Gérard Biguet (FRA) |
| 24 april Vriendschappelijk № 353 «onderlinge duels» 18:30 (UTC+2) |           |       |         | Stade am Deich, Ettelbruck Toeschouwers: 540 Scheidsrechter: Gérard Biguet (FRA) |

|                                                                   |           |                  |             |                                                                                           |
| 1 mei WK 1986 kwalificatie № 354 «onderlinge duels» 16:00 (UTC+2) | Luxemburg | 0 – 1            | Joegoslavië | Stade Municipal, Luxemburg Toeschouwers: 6.550 Scheidsrechter: Gudmundur Haraldsson (ISL) |
| 1 mei WK 1986 kwalificatie № 354 «onderlinge duels» 16:00 (UTC+2) |           | 90' Fadil Vokrri |             | Stade Municipal, Luxemburg Toeschouwers: 6.550 Scheidsrechter: Gudmundur Haraldsson (ISL) |

|                                                                    |                                                       |       |                    |                                                                                           |
| 18 mei WK 1986 kwalificatie № 355 «onderlinge duels» 15:00 (UTC+2) | DDR                                                   | 3 – 1 | Luxemburg          | Karl-Liebknecht-Stadion, Potsdam Toeschouwers: 9.000 Scheidsrechter: Charles Scerri (MLT) |
| 18 mei WK 1986 kwalificatie № 355 «onderlinge duels» 15:00 (UTC+2) | Ralf Minge 19' Ralf Minge 38' Rainer Ernst 45' (pen.) |       | 76' Robert Langers | Karl-Liebknecht-Stadion, Potsdam Toeschouwers: 9.000 Scheidsrechter: Charles Scerri (MLT) |

|                                                            |                           |       |                                                                   |                                                                                 |
| 25 september WK 1986 kwalificatie № 356 «onderlinge duels» | Luxemburg                 | 1 – 3 | Bulgarije                                                         | Stade Municipal, Luxemburg Toeschouwers: 1.050 Scheidsrechter: David Syme (SCO) |
| 25 september WK 1986 kwalificatie № 356 «onderlinge duels» | Robert Langers 65' (pen.) |       | 2' (e.d.) Guy Hellers 32' Georgi Dimitrov ??' Kostadin Kostadinov | Stade Municipal, Luxemburg Toeschouwers: 1.050 Scheidsrechter: David Syme (SCO) |

|                                                                        | |       |           |                                                                                        |
| 30 oktober WK 1986 kwalificatie № 357 «onderlinge duels» 20:00 (UTC+1) | Frankrijk | 6 – 0 | Luxemburg | Parc des Princes, Parijs Toeschouwers: 28.597 Scheidsrechter: Michal Listkiewicz (POL) |
| 30 oktober WK 1986 kwalificatie № 357 «onderlinge duels» 20:00 (UTC+1) | Dominique Rocheteau 4' José Touré 24' Dominique Rocheteau 29' Alain Giresse 36' Luis Fernández 47' Dominique Rocheteau 48' |       |           | Parc des Princes, Parijs Toeschouwers: 28.597 Scheidsrechter: Michal Listkiewicz (POL) |

### 1986
|                                                       |                                       |       |           |                                                                                              |
| 5 februari Vriendschappelijk № 358 «onderlinge duels» | Portugal                              | 2 – 0 | Luxemburg | Estádio do Portimonense, Portimão Toeschouwers: 30.000 Scheidsrechter: Emilio Guruceta (ESP) |
| 5 februari Vriendschappelijk № 358 «onderlinge duels» | Frederico Rosa ??' Fernando Gomes ??' |       |           | Estádio do Portimonense, Portimão Toeschouwers: 30.000 Scheidsrechter: Emilio Guruceta (ESP) |

|                                                                        |           | |        |                                                                                             |
| 14 oktober EK 1988 kwalificatie № 359 «onderlinge duels» 20:00 (UTC+1) | Luxemburg | 0 – 6 | België | Neie Stadion, Luxemburg Toeschouwers: 9.550 Scheidsrechter: Krzysztof Czermarmazowicz (POL) |
| 14 oktober EK 1988 kwalificatie № 359 «onderlinge duels» 20:00 (UTC+1) |           | 6' Eric Gerets 9' Nico Claesen 41' Frank Vercauteren 54' Nico Claesen 88' Jan Ceulemans 88' (pen.) Nico Claesen |        | Neie Stadion, Luxemburg Toeschouwers: 9.550 Scheidsrechter: Krzysztof Czermarmazowicz (POL) |

|                                                                       |                                                               |       |           |                                                                                       |
| 12 november EK 1988 kwalificatie № 360 «onderlinge duels» 20:00 (UTC) | Schotland                                                     | 3 – 0 | Luxemburg | Hampden Park, Glasgow Toeschouwers: 35.078 Scheidsrechter: Eysteinn Gudmundsson (ISL) |
| 12 november EK 1988 kwalificatie № 360 «onderlinge duels» 20:00 (UTC) | Davie Cooper 24' Davie Cooper 38' (pen.) Maurice Johnston 66' |       |           | Hampden Park, Glasgow Toeschouwers: 35.078 Scheidsrechter: Eysteinn Gudmundsson (ISL) |

### 1987
|                                                                      |                    |       |                                                                        |                                                                                      |
| 30 april EK 1988 kwalificatie № 361 «onderlinge duels» 19:30 (UTC+2) | Luxemburg          | 1 – 4 | Bulgarije                                                              | Neie Stadion, Luxemburg Toeschouwers: 1.950 Scheidsrechter: Gudmund Haraldsson (ISL) |
| 30 april EK 1988 kwalificatie № 361 «onderlinge duels» 19:30 (UTC+2) | Robert Langers 59' |       | 49' Anyo Sadkov 55' Nasko Sirakov 62' Latchezar Tanev 82' Hristo Kolev | Neie Stadion, Luxemburg Toeschouwers: 1.950 Scheidsrechter: Gudmund Haraldsson (ISL) |

|                                                                    |                                                               |       |           |                                                                                                  |
| 20 mei EK 1988 kwalificatie № 362 «onderlinge duels» 18:00 (UTC+3) | Bulgarije                                                     | 3 – 0 | Luxemburg | Vasil Levski Nationaal Stadion, Sofia Toeschouwers: 35.000 Scheidsrechter: Ion Craciunescu (ROU) |
| 20 mei EK 1988 kwalificatie № 362 «onderlinge duels» 18:00 (UTC+3) | Nasko Sirakov 35' Georgi Jordanov 41' (pen.) Hristo Kolev 57' |       |           | Vasil Levski Nationaal Stadion, Sofia Toeschouwers: 35.000 Scheidsrechter: Ion Craciunescu (ROU) |

|                                                                    |           |                                   |         |                                                                                 |
| 28 mei EK 1988 kwalificatie № 363 «onderlinge duels» 20:00 (UTC+2) | Luxemburg | 0 – 2                             | Ierland | Neie Stadion, Luxemburg Toeschouwers: 4.290 Scheidsrechter: Renzo Peduzzi (SUI) |
| 28 mei EK 1988 kwalificatie № 363 «onderlinge duels» 20:00 (UTC+2) |           | 44' Tony Galvin 64' Ronnie Whelan |         | Neie Stadion, Luxemburg Toeschouwers: 4.290 Scheidsrechter: Renzo Peduzzi (SUI) |

|                                                                         |                                      |       |                  |                                                                                |
| 9 september EK 1988 kwalificatie № 364 «onderlinge duels» 17:30 (UTC+1) | Ierland                              | 2 – 1 | Luxemburg        | Lansdowne Road, Dublin Toeschouwers: 18.000 Scheidsrechter: Keith Cooper (WAL) |
| 9 september EK 1988 kwalificatie № 364 «onderlinge duels» 17:30 (UTC+1) | Frank Stapleton 31' Paul McGrath 74' |       | 28' Armin Krings | Lansdowne Road, Dublin Toeschouwers: 18.000 Scheidsrechter: Keith Cooper (WAL) |

|                                                                       |                                                     |       |           |                                                                                           |
| 23 september Vriendschappelijk № 365 «onderlinge duels» 20:30 (UTC+2) | Spanje                                              | 2 – 0 | Luxemburg | Nou Castalia, Castelló de la Plana Toeschouwers: 22.000 Scheidsrechter: João Guedes (POR) |
| 23 september Vriendschappelijk № 365 «onderlinge duels» 20:30 (UTC+2) | Francisco Carrasco 27' (pen.) Emilio Butragueño 65' |       |           | Nou Castalia, Castelló de la Plana Toeschouwers: 22.000 Scheidsrechter: João Guedes (POR) |

|                                                                         |                                                    |       |           |                                                                            |
| 11 november EK 1988 kwalificatie № 366 «onderlinge duels» 15:00 (UTC+1) | België                                             | 3 – 0 | Luxemburg | Astridpark, Brussel Toeschouwers: 15.000 Scheidsrechter: Egil Nervik (NOR) |
| 11 november EK 1988 kwalificatie № 366 «onderlinge duels» 15:00 (UTC+1) | Jan Ceulemans 17' Marc Degryse 55' Peter Creve 81' |       |           | Astridpark, Brussel Toeschouwers: 15.000 Scheidsrechter: Egil Nervik (NOR) |

|                                                                        |           |       |           |                                                                                                  |
| 2 december EK 1988 kwalificatie № 367 «onderlinge duels» 19:15 (UTC+1) | Luxemburg | 0 – 0 | Schotland | Stade de la Frontière, Esch-sur-Alzette Toeschouwers: 2.000 Scheidsrechter: Manfred Neuner (FRG) |
| 2 december EK 1988 kwalificatie № 367 «onderlinge duels» 19:15 (UTC+1) |           |       |           | Stade de la Frontière, Esch-sur-Alzette Toeschouwers: 2.000 Scheidsrechter: Manfred Neuner (FRG) |

### 1988
|                                                                   |           |                                                              |        |                                                                                        |
| 27 april Vriendschappelijk № 368 «onderlinge duels» 20:15 (UTC+2) | Luxemburg | 0 – 3                                                        | Italië | Stade Municipal, Luxemburg Toeschouwers: 5.480 Scheidsrechter: Jaap van der Niet (NED) |
| 27 april Vriendschappelijk № 368 «onderlinge duels» 20:15 (UTC+2) |           | 24' Ricardo Ferri 28' Giuseppe Bergomi 33' Luigi De Agostini |        | Stade Municipal, Luxemburg Toeschouwers: 5.480 Scheidsrechter: Jaap van der Niet (NED) |

|                                                                          |                    |       |                                                                                      |                                                                                         |
| 21 september WK 1990 kwalificatie № 369 «onderlinge duels» 18:30 (UTC+2) | Luxemburg          | 1 – 4 | Zwitserland                                                                          | Stade Municipal, Luxemburg Toeschouwers: 2.100 Scheidsrechter: Ignace van Swieten (NED) |
| 21 september WK 1990 kwalificatie № 369 «onderlinge duels» 18:30 (UTC+2) | Robert Langers 80' |       | 1' Alain Sutter 21' (pen.) Kubilay Türkyilmaz 28' Beat Sutter 53' Kubilay Türkyilmaz | Stade Municipal, Luxemburg Toeschouwers: 2.100 Scheidsrechter: Ignace van Swieten (NED) |

|                                                                        |           |                                   |                   |                                                                                               |
| 18 oktober WK 1990 kwalificatie № 370 «onderlinge duels» 19:15 (UTC+1) | Luxemburg | 0 – 2                             | Tsjecho-Slowakije | Stade de la Frontière, Esch-sur-Alzette Toeschouwers: 1.900 Scheidsrechter: Dusan Colic (YUG) |
| 18 oktober WK 1990 kwalificatie № 370 «onderlinge duels» 19:15 (UTC+1) |           | 25' Ivan Hašek 35' Jozef Chovanec |                   | Stade de la Frontière, Esch-sur-Alzette Toeschouwers: 1.900 Scheidsrechter: Dusan Colic (YUG) |

|                                                                       |                    |       |           |                                                                                      |
| 16 november WK 1990 kwalificatie № 371 «onderlinge duels» 21:30 (UTC) | Portugal           | 1 – 0 | Luxemburg | Estádio do Bessa, Porto Toeschouwers: 29.000 Scheidsrechter: Michael Caulfield (IRL) |
| 16 november WK 1990 kwalificatie № 371 «onderlinge duels» 21:30 (UTC) | Fernando Gomes 31' |       |           | Estádio do Bessa, Porto Toeschouwers: 29.000 Scheidsrechter: Michael Caulfield (IRL) |

### 1989
|                                                                   |                                                                           |       |           |                                                                                  |
| 9 mei WK 1990 kwalificatie № 372 «onderlinge duels» 17:00 (UTC+2) | Tsjecho-Slowakije                                                         | 4 – 0 | Luxemburg | Stadion Sparty, Praag Toeschouwers: 16.400 Scheidsrechter: Thomas Donnelly (NIR) |
| 9 mei WK 1990 kwalificatie № 372 «onderlinge duels» 17:00 (UTC+2) | Stanislav Griga 6' Tomáš Skuhravý 76' Michal Bílek 81' Tomáš Skuhravý 84' |       |           | Stadion Sparty, Praag Toeschouwers: 16.400 Scheidsrechter: Thomas Donnelly (NIR) |

|                                                                    |           | |        |                                                                                               |
| 1 juni WK 1990 kwalificatie № 373 «onderlinge duels» 20:30 (UTC+2) | Luxemburg | 0 – 5 | België | Stade Grimonprez-Jooris, Rijsel Toeschouwers: 9.100 Scheidsrechter: Borislav Alexandrov (BUL) |
| 1 juni WK 1990 kwalificatie № 373 «onderlinge duels» 20:30 (UTC+2) |           | 13' Marc Van der Linden 53' Marc Van der Linden 64' Marc Van der Linden 66' Patrick Vervoort 89' Marc Van der Linden |        | Stade Grimonprez-Jooris, Rijsel Toeschouwers: 9.100 Scheidsrechter: Borislav Alexandrov (BUL) |

|                                                                        |           |                                            |          |                                                                                         |
| 11 oktober WK 1990 kwalificatie № 374 «onderlinge duels» 20:30 (UTC+1) | Luxemburg | 0 – 3                                      | Portugal | Ludwigspark Stadion, Saarbrücken Toeschouwers: 1.800 Scheidsrechter: John Purcell (IRL) |
| 11 oktober WK 1990 kwalificatie № 374 «onderlinge duels» 20:30 (UTC+1) |           | 43' Rui Águas 53' Rui Águas 72' Rui Barros |          | Ludwigspark Stadion, Saarbrücken Toeschouwers: 1.800 Scheidsrechter: John Purcell (IRL) |

|                                                                        |                    |       |                 |                                                                                        |
| 25 oktober WK 1990 kwalificatie № 375 «onderlinge duels» 20:00 (UTC+1) | België             | 1 – 1 | Luxemburg       | Heizelstadion, Brussel Toeschouwers: 11.549 Scheidsrechter: Gudmundur Haraldsson (ISL) |
| 25 oktober WK 1990 kwalificatie № 375 «onderlinge duels» 20:00 (UTC+1) | Bruno Versavel 85' |       | 88' Guy Hellers | Heizelstadion, Brussel Toeschouwers: 11.549 Scheidsrechter: Gudmundur Haraldsson (ISL) |

|                                                                         |                                              |       |                 |                                                                              |
| 15 november WK 1990 kwalificatie № 376 «onderlinge duels» 19:30 (UTC+2) | Zwitserland                                  | 2 – 1 | Luxemburg       | Espenmoos, Sankt Gallen Toeschouwers: 2.500 Scheidsrechter: Ben Itzhak (ISR) |
| 15 november WK 1990 kwalificatie № 376 «onderlinge duels» 19:30 (UTC+2) | Christophe Bonvin 54' Kubilay Türkyilmaz 62' |       | 14' Théo Malget | Espenmoos, Sankt Gallen Toeschouwers: 2.500 Scheidsrechter: Ben Itzhak (ISR) |

FLF · A-internationals · Bondscoaches · Statistieken · Luxemburgs vrouwenelftal · Luxemburg U21 · Luxemburg U19 · Luxemburg U18 · Luxemburg U17 · Luxemburg U16
1911 – 1919 ·
1920 – 1929 ·
1930 – 1939 ·
1940 – 1949 ·
1950 – 1959 ·
1960 – 1969 ·
1970 – 1979 ·
1980 – 1989 ·
1990 – 1999 ·
2000 – 2009 ·
2010 – 2019 ·
2020 − 2029
OS 1920 · 
OS 1924 · 
OS 1928 · 
OS 1936 · 
OS 1948 · 
OS 1952
1911 · 
1912 · 
1913 · 
1914 · 
1915 · 1916 · 1917 · 1918 · 1919 · 
1920 · 
1921 · 1922 · 1923 · 
1924 · 
1925 · 1926 · 
1927 · 
1928 · 
1929 · 1930 · 1931 · 1932 · 1933 · 
1934 · 
1935 · 
1936 · 
1937 · 
1938 · 
1939 · 
1940 · 
1941 · 1942 · 1943 · 1944 · 
1945 · 
1946 · 
1947 · 
1948 · 
1949 · 
1950 · 
1952 · 
1952 · 
1953 · 
1954 · 
1955 · 
1956 · 
1957 · 
1958 · 
1959 · 
1960 · 
1961 · 
1962 · 
1963 · 
1964 · 
1965 · 
1966 · 
1967 · 
1968 · 
1969 · 
1970 · 
1971 · 
1972 · 
1973 · 
1974 · 
1975 · 
1976 · 
1977 · 
1978 · 
1979 · 
1980 · 
1981 · 
1982 · 
1983 · 
1984 · 
1985 · 
1986 · 
1987 · 
1988 · 
1989 · 
1990 · 
1991 · 
1992 · 
1993 · 
1994 · 
1995 · 
1996 · 
1997 · 
1998 · 
1999 · 
2000 · 
2001 · 
2002 · 
2003 · 
2004 · 
2005 · 
2006 · 
2007 · 
2008 · 
2009 · 
2010 · 
2011 · 
2012 · 
2013 · 
2014 · 
2015 ·
2016 ·
2017 ·
2018 ·
2019 ·
2020 ·
2021
Afghanistan ·
Albanië ·
Algerije ·
Armenië ·
Azerbeidzjan ·
België ·
Bosnië en Herzegovina ·
Brazilië ·
Bulgarije ·
Canada ·
Cyprus ·
DDR ·
Denemarken ·
(West-)Duitsland ·
Egypte ·
Engeland ·
Estland ·
Faeröer ·
Finland ·
Frankrijk ·
Gambia ·
Georgië ·
Griekenland ·
Hongarije ·
Ierland ·
IJsland ·
Israël ·
Italië ·
Japan ·
Joegoslavië ·
Kaapverdië ·
Kameroen ·
Kazachstan ·
Letland ·
Liechtenstein ·
Litouwen ·
Madagaskar ·
Malta ·
Marokko ·
Mexico ·
Moldavië ·
Montenegro ·
Myanmar ·
Nederland ·
Nigeria ·
Noord-Ierland ·
Noord-Macedonië ·
Noorwegen ·
Oekraïne ·
Oostenrijk ·
Polen ·
Portugal ·
Qatar ·
Roemenië ·
Rusland ·
San Marino ·
Saoedi-Arabië ·
Schotland ·
Senegal ·
Servië ·
Servië en Montenegro ·
Slovenië ·
Slowakije ·
Sovjet-Unie ·
Spanje ·
Thailand ·
Togo ·
Tsjechië ·
Tsjecho-Slowakije ·
Turkije ·
Uruguay ·
Verenigde Staten ·
Wales ·
Wit-Rusland ·
Zuid-Korea ·
Zweden ·
Zwitserland
CONMEBOL: Bolivia · Chili  · Colombia · Ecuador · Uruguay

UEFA: Albanië · België · Bulgarije · Cyprus · Denemarken · West-Duitsland · Duitse Democratische Republiek · Engeland · Faeröer · Finland · Frankrijk · Griekenland · Hongarije · IJsland · Ierland · Israël · Italië · Joegoslavië ·  Liechtenstein · Luxemburg · Malta · Nederland · Noord-Ierland · Noorwegen · Oostenrijk · Polen · Portugal · Roemenië · San Marino · Schotland ·  Sovjet-Unie ·  Spanje · Tsjecho-Slowakije · Turkije · Wales ·  Zweden · Zwitserland

CAF: Madagaskar